# Magdalena Beutler
Magdalena Beutler (* 1407; † 1458), auch Magdalena Beutler von Kenzingen oder Magdalena von Freiburg, war eine christliche Mystikerin des Spätmittelalters.

## Leben
Magdalena war die Tochter von Margaretha von Werntertur und des Kaufmanns Georg Beutler (Beitler) aus Kenzingen. Die Eltern heirateten 1389. Magdalena hatte acht Geschwister. Bereits ihre Mutter Margaretha Beutler hatte mystische Erlebnisse.
Die Mutter Margaretha († 1428) war die Tochter frommer, reicher Eltern. Die Ehe mit Georg Beutler wird als harmonisch beschrieben. Nach dem Tod ihres Ehemannes um das Jahr 1409 wollte Margaretha Gott folgen, verkaufte ihre Habe, zog zeitweise bettelnd herum und gab den Erlös den Armen. Margaretha hatte Verzückungszustände, besonders beim Essen und nach dem Empfang der Kommunion. Später trat sie in das Kloster Unterlinden  in Colmar ein, von wo aus sie ins Kloster An den Steinen in Basel ging. Gegen Ende ihres Lebens wurde Margaretha häufiger krank. Ihr Umgang mit Schmerzen ist in ihrer Vita beschrieben:

„Darum, daß sie das Wort ‚O weh‘ gesprochen hatte, strafte sie sich selbst gar hart und sprach zu sich selbst: ‚Du armer Sünder und übel stinkender Sack! Warum gedenkst du nicht an das elende Hängen, als unser Herr Jesus Christus an drei Nägeln ohne allen Trost am Kreuz hing?‘“

Zur frühen Kindheit Magdalenas berichtet die Vita:

„Und also zog die Mutter ihr Kind in ihrem Haus auf und behütete es also, daß das kleine Kind Magdalena allzeit alleine war, und sie schloß es in ein Zimmer ein, damit sie ungestört von ihm blieb im Gebet. Und da blieb das kleine Kind Magdalena alleine im Zimmer und von allen Menschen ungetröstet. Und also wollte Gott seine junge Gemahlin nicht ungetröstet lassen, da es ja nicht mehr als 3 Jahre alt war und vor Elend schrie und weinte, und daher erschien unser lieber Herr Jesus Christus seiner jungen Gemahlin als ein Kind von 2 Jahren. Dieses Kind war gar schön und leutselig anzusehen, sein Angesicht war klar und hell […], so daß das Kind Magdalena ganz getröstet war und ihm all sein Elend genommen wurde.“

Ein Freund riet der Mutter, angeblich aufgrund göttlicher Weisung, zur Oblation Magdalenas, und so wurde sie mit fünf Jahren in das Clarissenkloster in Freiburg gegeben. Bereits als Kind aß sie sich nie richtig satt und fastete häufig. Sie schlief auf der bloßen Erde, trug unter der Kleidung ein Seil, einen eisernen Draht und ein härenes Gewand. In ihre Schuhe füllte sie sich Steine und Nägel. Wenn sie an etwas anderes als an Gott dachte oder unnütze Worte sprach, schlug sie sich. Mit dem eigenen Blut schrieb sie einen Brief an Gott und malte ein Herz darauf. Mit 12 Jahren erkrankte sie und erhielt zum ersten Mal die Kommunion.
In der Vita wird geschildert, wie Magdalena sich tagelang im Kloster versteckte und einen Brief mit ihrem Blut schrieb, den sie in den Chor warf. Damit wollte Magdalena die Mitschwestern zu völliger Armut bewegen. 1431 prophezeite sie ihren eigenen Tod, starb dann aber nicht. Von da an verringerte sich ihr Einfluss auf die Klostergemeinschaft. Die Visionen Magdalena Beutlers sind in zahlreichen Handschriften überliefert. Darin sind ihre blutenden Stigmata beschrieben. Von der Mystikerin sind Gebete, eine Litanei und ein autobiographisches Gedicht erhalten:
Mancher sagt, ich sei völlig wahnsinnig,

Mancher sagt, meine Seele sei rein,

Da verbrenn ich mit Feuer ganz innig:

Ich verdiene den Heiligenschein.

Mein Dasein ist ein einziges Wunder,

Gekrönt vom Tod soll es sein,

Werde ich heiliggesprochen ohne Schunder (= Verführer),

Richten sie mir einen Festtag ein.